# Stereopony
Stereopony (яп. ステレオポニー, Сўтереопоні:) — японський дівочий рок-гурт з Окінави, створений у 2007 році. Припинив існування в 2012 році. Складався з трьох учасниць: Aimi (Соло-гітара/вокал), Nohana (бас-гітара) та Shiho (Ударні). Також до гурту залучалися сесійні музиканти. 
Випускав альбоми під лейблом Sony Music Japan, що є підрозділом музичного лейблу Sony Records.

## Склад
Aimi
- Повне ім’я: Aimi Haraguni (яп. 原国 愛海, Хараґуні Аімі)
- Народилася: 4 вересня 1990
- Рідне місто: Наха, Окінава, Японія
- Гітара: Fender 60's Telecaster Candy Apple Red

Nohana
- Повне ім’я: Nohana Kitajima (яп. 北島乃花, Кітаджіма Нохана)
- Народилася: 16 вересня 1989
- Рідне місто: Шімабара, Нагасакі, Японія
- Гітара: Fender Deluxe Active P Bass Black

Shiho
- Повне ім’я: Shiho Yamanoha (яп. 山入端 志帆, Яманоха Шихо)
- Народилася: 18 жовтня 1990
- Рідне місто: Наґо, Окінава, Японія

## Історія

### Пре-дебют
Перед основним їхнім дебютом гурт називався Mixbox. Під цією назвою дівчата отримали гран-прі на Молодіжному Музичному Фестивалі у 2007. Пізніше вони перейменувалися на Stereopony і взяли участь у Музичній Сцені Окінави 2008 з піснею "Sayonara no Kisetsu" (яп. さよならの季節), яку планувалося випустити в їхньому дебютному синглі 24 вересня 2008, але її відмінили. Гурт отримав своє перше визнання в жанрі «Японський рок» на радіопрограмі School of Lock!.
Прощальний концерт відбувся в Токіо на сцені Akasaka Blitz  27 грудня 2012 року.

## Дискографія

### Сингли
- 5 листопада 2008 — Hitohira no Hanabira (17-й ендінг в Бліч)
- 11 лютого 2009 — Namida no Mukō
- 22 квітня 2009 — I do it
- 19 серпня 2009 — Smilife
- 11 квітня 2009 — Tsukiakari no Michishirube (заставка до аніме Darker than Black: Ryuusei no Gemini)
- 17 лютого 2010 — Hanbunko
- 12 травня 2010 — Over Drive
- 8 грудня 2010 — Chiisana Mahou (опенінг аніме Tegami Bachi REVERSE )
- 30 травня 2012  — Stand By Me

### Альбоми
- 17 червня 2009 — Hydrangea ga Saiteiru (13 треків)
- 9 червня 2010 — OVER THE BORDER
- 7 грудня 2011  — More! More!! More!!!

### Добірки
- 21 листопада 2012  — Best of STEREOPONY